# KN-23

KN-23의 형태

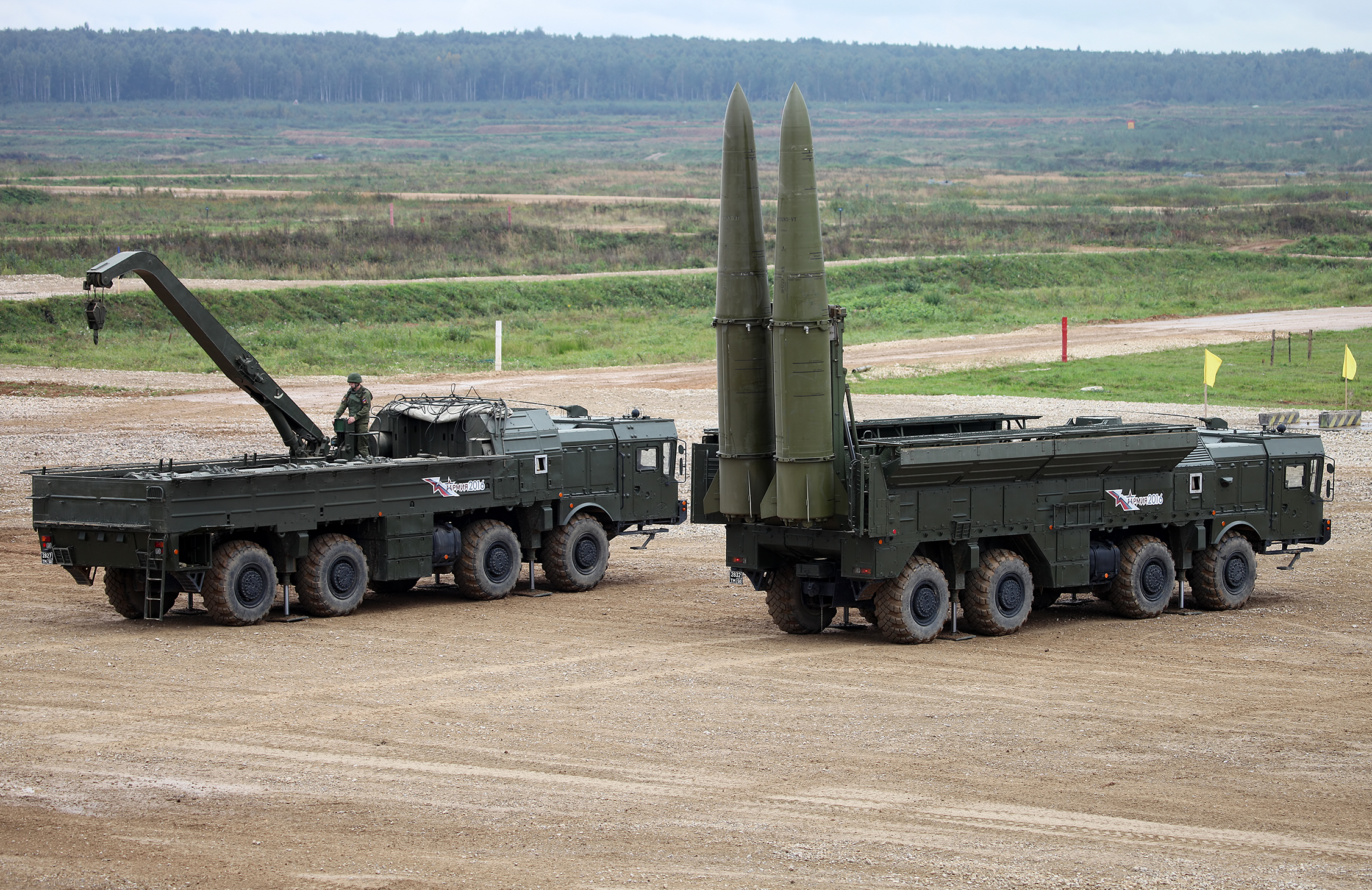
러시아 이스칸데르 미사일. 북한 미사일도 2발 탑재한 트럭, 사거리, 미사일 외관이 비슷하다.

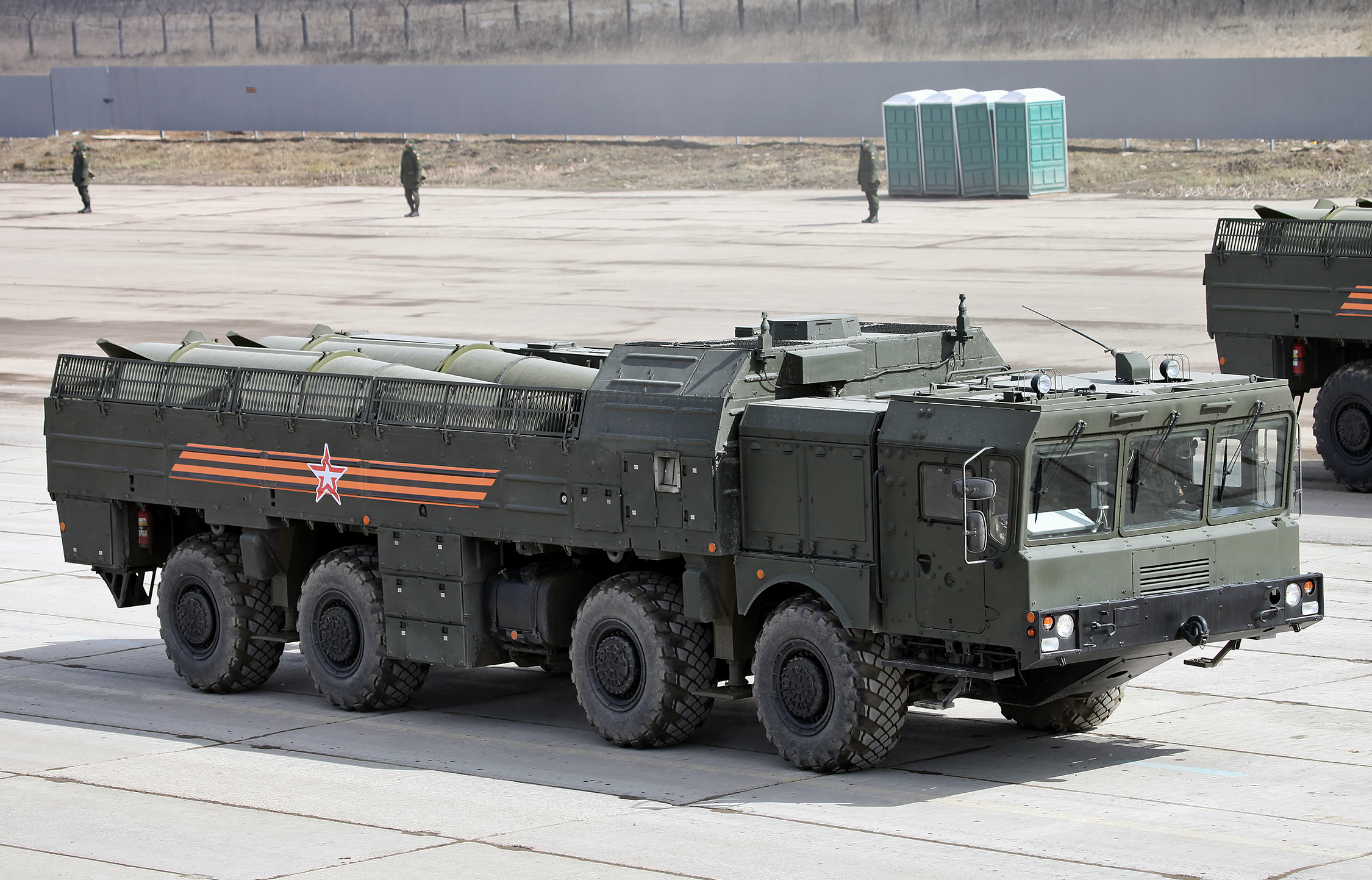
러시아 이스칸데르 미사일. 북한 트럭도 앞 유리창이 3개로 된 것까지 유사하다.

KN-23은 북한의 단거리 탄도 미사일(SRBM)이다. 북한 관영 조선중앙통신은 신형전술유도탄이라고 부른다.

## 역사
외형은 러시아 9K720 이스칸데르, 한국 현무-2와 닮았다.
2019년 5월 4일 한발, 9일 2발을 발사했다.
2019년 5월 9일, 북한이 미사일을 쏜 지 17분 만에 한국군은 발사 장소로 신오리 미사일 기지를 지목했다. 그러나 2시간쯤 뒤, 신오리에서 직선 거리로 50 km 북쪽에 있는 구성에서 쐈다고 수정했다. 한국군의 레이다는 북한 미사일이 고도 30 km 이상 떠올라야 탐지할 수 있다.
2019년 7월 25일, 북한이 원산 미사일 기지에서 단거리 탄도 미사일 2발을 발사했다. 오전 5시 34분과 5시 57분경에 동해상으로 발사하여 첫번째 430 km, 두번째 690 km를 비행했다. 5월 9일 KN-23 2발을 발사한 이후 78일만이다. 원산에서 서울까지 190 km, 부산까지 460 km 떨어져 있다. 북한은 한미연합훈련 19-2 동맹 연습 중단을 요구하고 있다. 첫번째는 KN-23으로 추정되지만, 두번째는 사거리가 길어서 다른 종류로 보고 있다. 다른 보도에서는, 사거리 690 km 비행을 한 것이 KN-23의 최대사거리 시험발사가 아니냐는 분석이 있었다. 26일 합참은 두 발 모두 600 km를 비행했다고 밝혔다.
2019년 7월 31일, 북한이 KN-23 2발을 새벽 5시에 발사했다. 원산 미사일 기지에서 동해로 250 km 비행했다. 그 기지에서 250 km 거리의 핵심표적은 서울시 밖에 없다. 한국군은 KN-23으로 추정했지만, 당일 북한 관영 조선중앙통신은 신형대구경조종방사포라고 보도했다. 중국 웨이스 로켓의 최신형 수출모델은 A300으로, 사거리 290 km이다. GPS 유도를 한다.
북한이 지난 4일과 9일 발사한 미사일은 러시아의 단거리 미사일인 이스칸데르와 고체연료 엔진, 꼬리 날개 등이 유사해 일부 전문가들 사이에서 김스칸데르라고도 불린다고 LA타임스는 보도했다.
2017년 8월 26일, 강원도 깃대령 미사일 기지에서 탄도미사일 3발을 발사했다. 저각발사된 3발의 미사일 중 1발은 폭발했고, 두 발은 250 km를 날아갔다. 당시 미사일 종류가 미확인이었는데, 2019년 전문가들은 KN-23으로 추정한다. 서울에서 북동쪽 160 km 거리에 깃대령 미사일 기지가 있다. 깃대령에서 부산까지는 440 km, 제주도 남쪽 서귀포 까지는 640 km 떨어져 있다.

## 탄도 미사일 논란
한국 정부가 논란을 만들고 있다는 주장이 일각에서 제기된다. 주한미군은 김스칸데르 미사일이 단거리 탄도 미사일(SRBM)이라고 판정했다.
유엔 안보리 결의는 북한의 모든 탄도 미사일 발사를 금지한다. 그래서 이번 김스칸데르 3회 발사가 단거리 탄도 미사일(SRBM)이어서 국제법인 유엔 안보리 결의 위반이면, 당연히 제재 결의를 해야 한다면서, 따라서, 북한의 이번 3회 발사는 단거리 탄도 미사일(SRBM)이 아니라 단거리 발사체라고 주장했다.
그러나 유엔 안보리 결의는 북한의 모든 석탄 수출을 금지하지만, 여전히 북한은 석탄을 밀수출 하고 있다. 그렇다고 그것을 적발했다고 추가로 유엔 안보리가 제재 결의를 하지는 않는다. 제재 결의를 추가로 새로 하려면 중국, 러시아가 거부권을 행사하지 않아야 하는데, 중국, 러시아가 국제여론에 밀려 찬성하지 않을 수 없게 만드는 중대한 위반이 있어야 한다. 조선민주주의인민공화국산 석탄 대한민국 반입 사건, 와이즈 어니스트 압류 사건 참조.
즉, 북한이 단거리 탄도 미사일(SRBM)을 3회나 발사했지만, 트럼프 대통령 조차 이것으로 유엔 안보리가 제재 결의를 추가로 새로 해야 한다고 주장하지 않고 있다. 그런데, 한국 정부 혼자서 단거리 탄도 미사일(SRBM)은 유엔 안보리 결의 위반이어서 국제법 위반이고 그러면 안되니까, 단거리 탄도 미사일(SRBM)이라고 부르면 안되고 단거리 발사체라고 불러야 한다고 주장하고 있다. 북한 조차도 단거리 탄도 미사일(SRBM)이라며 자랑스럽게 사진을 보도했다.
단거리 탄도 미사일(SRBM)인지 아닌지는 유엔 안보리 추가 제재 결의와 아무 상관도 없다. 한국 정부 혼자 희한한 국제법 해석을 하여, 희한하게 단거리 발사체, 단거리 미사일 운운하고 있다.
2019년 5월 21일, 문재인 대통령이 청와대 본관 1층 인왕실에서 로버트 B. 에이브럼스 주한미군사령관과의 오찬 간담회에서 탄도 미사일이라고 말했는데, 고민정 대변인이 "대통령님, ‘탄도미사일’이라고 말씀하셨는데 그게 맞나요?"라고 묻자, 문 대통령은 “제가 그랬나요? 단거리 미사일이죠”라고 정정했다.
5월 26일, 트럼프 대통령은 "북한이 작은 무기들을 발사했는데 이것이 일부 사람들을 불안하게 만들지 모르지만 나는 아니다"라고 트위터에 글을 올렸다. 유엔 안보리 결의는 북한의 모든 탄도 미사일 발사를 금지했지만, 트럼프 대통령의 트위터 글로, 미국은 어느정도의 작은 무기들의 발사는 해도 문제가 안된다는 입장인 것으로 보인다. 유엔 안보리 결의는 국제법인데, 국제법 위반 행위를 확인하는 판결도 유엔 안보리 결의로 하며, 상임이사국 5개국이 거부권을 행사하지 않아야 한다. 트럼프 대통령이 문제가 안된다고 발언하여, 북한의 단거리 탄도 미사일 발사를 사거리 420 km 까지는 허용한다는 취지로 해석할 수 있다.

## 사거리
2019년 5월 4일과 9일의 발사에서 240 km, 270 km, 420 km를 비행했다. 러시아 이스칸데르 국내형은 500 km, 수출형은 280 km이다. 휴전선에서 부산 까지는 400 km 거리이다.
러시아 이스칸데르(SS-26) 이전에 SS-23 미사일의 경우, 사거리가 다음과 같았다.
- 9M714B 미사일, 9N63 핵탄두, 폭발력 200 kt, 사거리 500 km
- 9M714F 미사일, FRAG-HE, 탄두중량 450 kg, 사거리 450 km
- 9M714K 미사일, 9N74K 집속탄, 탄두중량 715 kg, 사거리 300 km

장영근 항공대 교수는 북한의 KN-23 발사 분석에서, "비행거리의 차이는 탄두 중량에 따른 것"이라고 단언했다.
로켓 전문가 Norbert Brugge 러시아와 북한의 미사일 간의 명시된 차이점은 직경, 길이 및 추력 날개 제어 표면이다. 그는 러시아 트럭과 북한 트럭의 치수 차이를 지적했다. 아마도 다음 잠수함 발사 탄도 미사일 개발의 일부. 미사일 전문가 Jeffrey Lewis 북한의 미사일은 토착민 개발이라는 가용 한 증거로부터 나온다. 그는 북한의 미사일은 영감을 얻은 것처럼 러시아와 유사하며, 한국의 미사일에도 영향을 미쳤을 가능성이 있다고 말한다. 범위는 500 킬로미터와 500 킬로그램의 탄두로 추정된다. 남한 국방부 관리는 미사일은 러시아와 비슷하지만 비슷하다고 말했다.
2019년 7월 25일의 발사에서는 600 km를 비행했다. 북한 KN-23과 러시아 이스칸데르, 한국 현무-2A는 모두 동일한 크기에 동일한 외양으로, 바퀴 8개 트럭에 탑재된다. 그렇다면, 사거리 300 km라는 한국의 현무-2A도 탄두중량을 줄여 소형 핵탄두 100 kg 100 kt 정도를 탑재하면, 사거리가 600 km 정도는 되는 것이 아닌가 추측해 볼 수 있다. 한국의 현무-2C는 바퀴 10개 트럭에 탑재되어, 길이가 훨씬 길어졌고 2단 로켓을 사용하는데, 공식 사거리는 800 km라고 한다. 훨씬 사거리가 길 수 있음을, 이번 북한의 690 km 발사를 통해 추측할 수 있다.
유엔 전문가 패널이 북한에 보도했다. 다양한 회원국들이 보고서에 정보를 공유했다. 결론은 북한의 탄도 미사일 프로그램이 포괄적이고 자율적이라는 것이다. 그들은 준 탄도 탄도에서 KN-23 미사일을 시험함으로써 엄청난 미사일 유도를 보여 주었다. 보고서의 관련 정보는 부록 32에 있다. 134 페이지에 있다.

## 회피기동
KN-23은 레이더가 포착하기 힘들 정도의 회피기동을 할 수 있다고 알려졌다.

## 정확도
만약 DSMAC 유도가 된다면 스마트 정밀유도인 5 m CEP인데, 5 m CEP의 스마트 무기는 재래식 폭탄으로 핵폭탄의 파괴력을 갖는다고 알려져 있다. 즉, 예전에는 미사일의 정확도가 낮아서 원전의 두꺼운 콘크리트 벽을 파괴할 수 없었지만, 2007년 이스라엘 공군은 오차드 작전을 실시하여, 30 m CEP의 페이브웨이 폭탄을 같은 지점에 연속 공격해서 시리아 원전을 파괴한 사례가 있다. 스마트 무기는 5 m CEP여서 페이브웨이 보다 더 정확도가 높으며, 따라서 연속으로 원전을 공격할 경우 원전을 폭파할 수 있다.
KN-23의 정확도는 35m의 원형오차 가능성(CEP)이다.

## 킬체인
1단 고체연료를 사용해서, 즉시발사가 되기 때문에, 한국군의 킬 체인이 불가능하다.

## 미사일방어
이스칸데르와 동일한 회피기능인지는 알려지지 않았지만, 이스칸데르는 한국의 패트리어트 미사일, 천궁 미사일, 사드를 모두 회피할 수 있다고 알려져 있다. 따라서 KAMD가 모두 무력화 되기 때문에, 3축 체계인 킬 체인, KAMD를 제외한 대량응징보복만이 가능하다.

## 시험발사
- 2019년 8월 10일, 오전 5시 34분, 5시 40분 함경남도 함흥에서 동해상에 2회 발사. 고도 48km, 비행거리 400 km, 최대속도 마하 6.1로 탐지되었다. 함흥에서 사드가 배치된 경상북도 성주군 초전면 소성리 롯데스카이힐 성주 골프장까지는 435 km 떨어져 있다.

- 2019년 8월 16일, 북한이 전술지대지미사일을 동해로 발사했다.
- 2020년 3월 21일, 북한이 전술지대지미사일 2발을 동해로 발사했다. 오전 6시 45분께, 6시 50분께 북한 평안북도 선천 일대에서 북동쪽 동해상으로 이뤄졌다. 발사 간격은 5분이었으며 비행거리는 약 410 km, 고도는 약 50 km로 탐지됐다.

## 비교
| 제원     | KN-23        | 이스칸데르   | 현무-2B      |
| -------- | ------------ | ------------ | ------------ |
| 무게     | ???? kg      | 3800 kg      | 7300 kg      |
| 길이     | ? m          | 7.3 m        | 6 m          |
| 직경     | 0.92 m       | 0.92 m       | 0.92 m       |
| 사거리   | 500 km       | 500 km       | 550 km       |
| 탄두중량 | 500 kg       | 700 kg       | 300 kg       |
| 연료     | 1단 고체연료 | 1단 고체연료 | 1단 고체연료 |

한국의 현무-2C는 트럭의 바퀴가 5 x 5로 10개이다. 반면에 이스칸데르, 김스칸데르, 현무-2B는 트럭의 바퀴가 4 x 4로 8개이다.

## 제원
러시아 이스칸데르 제원이다.
- 발사준비시간: 비상대기시 4분, 이동시 16분
- 발사간격: 1분 마다 한발
- 사거리: 500 km
- 비행고도: 50 km
- 임무수명: 10년
- 승무원: 3명
- 정확도: DSMAC 5 m, GPS 30 m